# Натья-шастра
«Натья-шастра» (санскр. नाट्य शास्त्र, Nātyaśāstra IAST, «Читання про драму») — староіндійський текст, написаний на санскриті, один із найбільших і найдавніших трактатів із театрального мистецтва і теорії драми поряд із «Поетикою» Арістотеля. До наших днів дійшла редакція «Натья-шастри», яка датується більшістю учених III—IV століттями, проте складання тексту зайняло кілька століть і, можливо, почалося вже в IV столітті до н. е. Індуїстська традиція приписує авторство тексту ведичному мудрецю Бхараті Муні. «Натья-шастра» — об'ємний твір із 36 розділів, який дає вичерпні відомості про найменші деталі вистав, описує всі сторони театрального мистецтва.